# Cárcel de Caseros

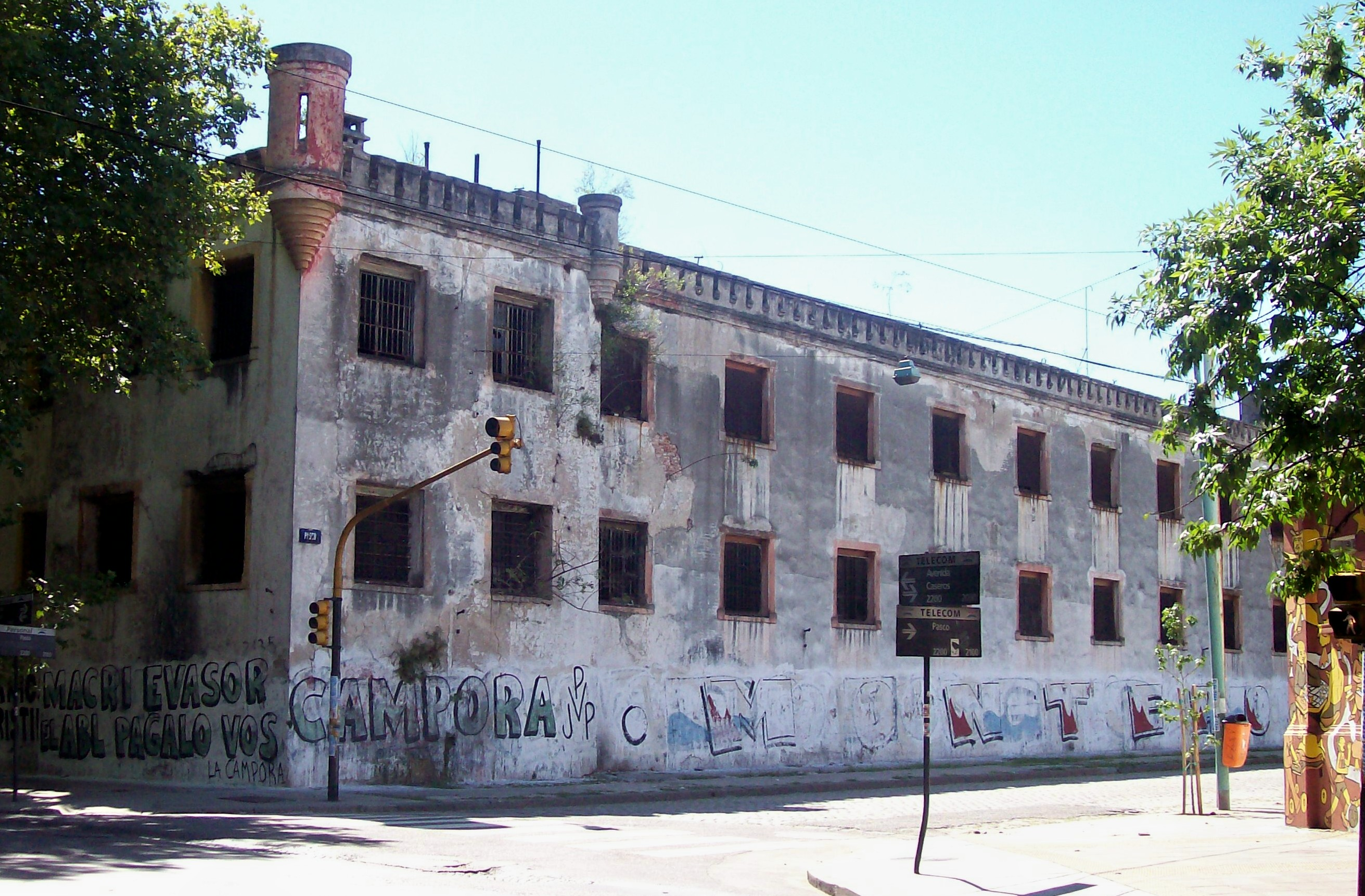
Ex cárcel de Caseros, foto del año 2008

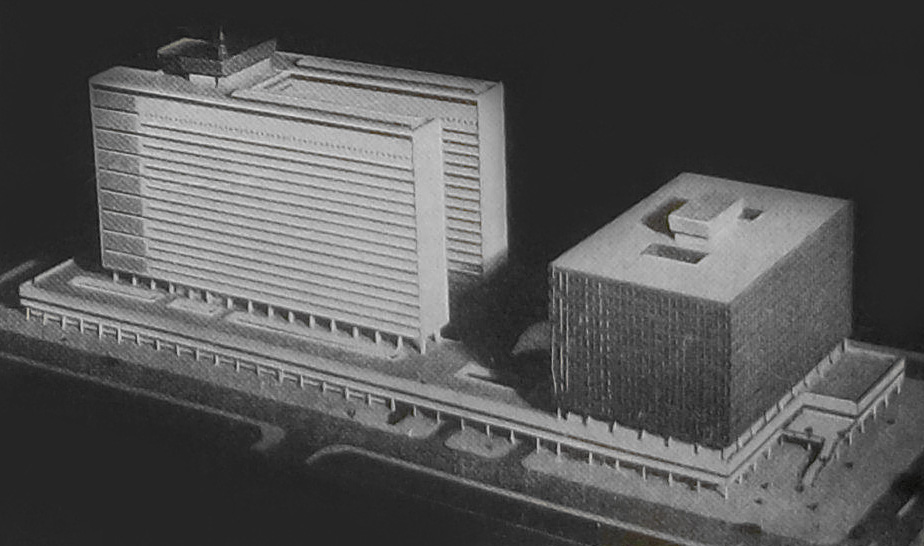
Maqueta del proyecto completo de Polo Judicial. Los Tribunales (derecha) nunca fueron construidos

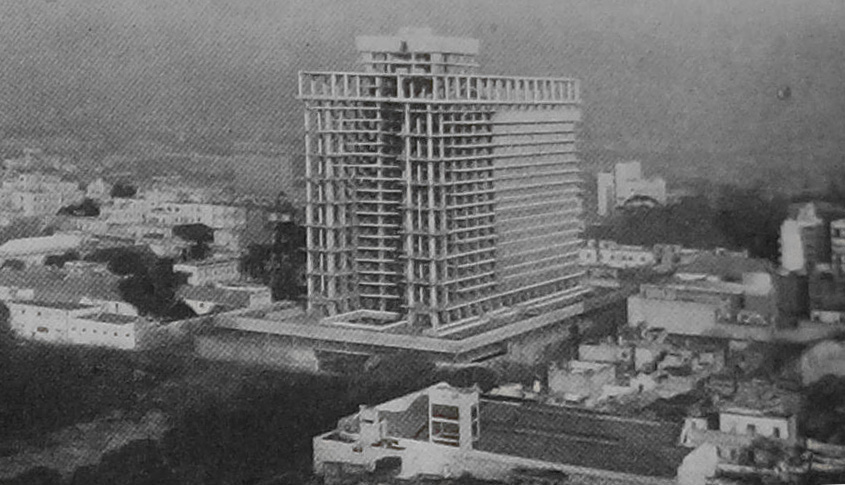
La nueva cárcel en construcción, en 1969

La Cárcel de Caseros fue una cárcel en modelo panóptico en el barrio de Parque Patricios, en Buenos Aires, Argentina. Debe su nombre a la avenida homónima sobre la que se encuentra.
Se han filmado numerosas series de televisión dentro de ella

## Historia
La cárcel de Caseros había sido ideada durante el gobierno del radical Arturo Frondizi en 1960 por la Comisión Nacional de Construcciones Penitenciarias como parte de un complejo judicial que quedó truncado, y abandonada tres años más tarde tras un informe del Servicio Penitenciario Federal que alegaba la inhumanidad e inviabilidad del proyecto. Durante el gobierno de facto de Juan Carlos Onganía, las obras fueron retomadas en 1969, pero fue recién en los años del gobierno de facto de Jorge Rafael Videla que la prisión fue inaugurada, el 23 de abril de 1979.
En el mismo terreno existe aún el edificio original de la cárcel, concebido en 1870 como Casa de Corrección de Menores Varones, y de valor histórico, aunque sin uso. Este antiguo edificio fue proyectado por los arquitectos Carlos Altgelt, Pedro Benoit, Juan Martín Burgos y Valentín Balbín, y se terminó en 1877. 
La cárcel cerró sus puertas definitivamente en 2001. 
Durante el año 2002 se grabó gran parte de la miniserie argentina "Tumberos" y del 2016 al 2019 "El Marginal".

## Demoliciones postergadas
Ya en diciembre de 2000 se había anunciado que sería demolida.  Pero entonces se instaló  una polémica, pues los directivos del Hospital Garrahan y del Hospital Udaondo consideraron que si se utilizaba el método de  implosión el polvo podría causar daño a los pacientes internados. Se llamó entonces a los vecinos a deliberar en las reuniones de la Comisión de Planeamiento. Después de seis meses de deliberaciones la por entonces Vicejefe de Gobierno porteño, Cecilia Felgueras, afirmó sería demolida "antes que finalizara el año 2001" y confirmó que sería demolida por implosión, descartando el peligro de que perjudicara a los vecinos.
En octubre del año 2001, se realizaron pruebas de medición del impacto ambiental que provocaría la implosión. Pero varios vecinos seguían protestando exigiendo que la demolición se realizara manualmente.
En marzo de 2003, las autoridades anunciaron que la demolición se haría efectiva en un plazo de 130 días, pero sin tener decidido el método a utilizar. Nuevas postergaciones y en noviembre de 2003, el Gobierno porteño anunció la firma de un convenio que autorizaba al ejército a demoler el edificio mediante una implosión realizada en tres etapas a lo largo de todo un año y estableció que la primera implosión sería el mes de marzo de 2004. Mientras tanto los vecinos de la zona recibieron asesoramiento sobre la demolición y cuatro vecinos presentaron un amparo por los daños que provocaría la implosión. El Gobierno de la Ciudad convocó para el 20 de diciembre de ese año a una audiencia pública, como respuesta a la medida judicial confirmada en segunda instancia, que impedía la demolición. Sin embargo la audiencia sólo se dirigió a discutir el impacto ambiental de la implosión, pero no el método en sí. El gobierno sostenía que la estructura no podía soportar un trabajo de demolición mecánica que implica pequeños impactos durante mucho tiempo. Después de esa audiencia se estimó que la demolición podría realizarse en aproximadamente 60 días, luego de que se emitiera el certificado de impacto ambiental. Pero salvo las dos torres, que fueron demolidas entre 2004 y 2007, nada se hizo.
En 2010 comenzó a ser ocupada por personas que se dedicaban al consumo y la venta de drogas.

## Nuevo Archivo General de la Nación
En 2011, se realizó el concurso de proyectos para instalar en el terreno de las torres de la Cárcel de Caseros a la nueva sede del Archivo General de la Nación. La presentación terminó a mediados del año siguiente, y el jurado integrado por miembros de la Sociedad Central de Arquitectos y el Ministerio del Interior eligió como ganadora la propuesta de los arquitectos Deschamps-Estremera-Gavernet.
El proyecto comprende dos edificios: uno para el acceso del público a las consultas del material de archivo, ubicado sobre la prolongación peatonal de la calle Rondeau que atravesaría la actual manzana de la cárcel, y un bloque de varios pisos con los distintos archivos, sobre la calle 15 de noviembre de 1889, con la posibilidad de ser construido por etapas. Entre ambas construcciones habría una plaza seca, y a futuro el edificio se integraría con el centro cultural proyectado en el edificio de la cárcel vieja.
El proyecto comenzó en 2016, y fue inaugurado el 23 de septiembre de 2019.